# Armadilloniscus littoralis
Armadilloniscus littoralis is een pissebeddensoort uit de familie van de Detonidae.